# 室女座ο
室女座ο，又名BD+09 2583，HD 104979、SAO 119213、HR 4608，是室女座的一颗恒星，视星等为4.12，位于銀經270.07，銀緯68.6，其B1900.0坐标为赤經12h 0m 6.9s，赤緯+9° 68.6′ 18″。